# Joe Flynn
Joe Flynn, nome vero di Joseph A. Flynn (Youngstown, 8 novembre 1924 – Beverly Hills, 19 luglio 1974), è stato un attore e doppiatore statunitense.
Si sposò nel 1955 con Shirley Haskin con cui rimase fino alla morte e dalla quale ebbe due figli.
Morì nel 1974 a 49 anni, annegato nella piscina della sua casa a Beverly Hills a causa di un infarto, poco dopo aver finito di doppiare Mr. Snoops nel film d'animazione Le avventure di Bianca e Bernie, uscito postumo nel 1977. Riposa presso il cimitero della Santa Croce a Culver City, California.

## Filmografia

### Cinema
- L'ultima sfida (The Babe Ruth Story), regia di Roy Del Ruth (1948)
- The Big Chase, regia di Arthur Hilton (1954)
- Eravamo sette fratelli (The Seven Little Foys), regia di Melville Shavelson (1955)
- Ore disperate (The Desperate Hours), regia di William Wyler (1955)
- L'imputato deve morire (Trial), regia di Mark Robson (1955)
- Giungla d'acciaio (The Steel Jungle), regia di Walter Doniger (1956)
- L'uomo che uccise il suo cadavere (Indestructible Man), regia di Jack Pollexfen (1956)
- Sfida alla città (The Boss), regia di Byron Haskin (1956)
- La città del ricatto (Portland Exposé), regia di Harold D. Schuster (1957)
- Panama Sal, regia di William Witney (1957)
- La tentazione del signor Smith (This Happy Feeling), regia di Blake Edwards (1958)
- Dai, Johnny, dai! (Go, Johnny, Go!), regia di Paul Landres (1959)
- -30-, regia di Jack Webb (1959)
- Tanoshimi, è bello amare (Cry for Happy), regia di George Marshall (1961)
- Faccia di bronzo (The Last Time I Saw Archie), regia di Jack Webb (1961)
- Amore ritorna! (Lover Come Back), regia di Delbert Mann (1961)
- Professore a tuttogas (Son of Flubber), regia di Robert Stevenson (1963)
- Marinai, topless e guai (McHale's Navy), regia di Edward Montagne (1964)
- McHale's Navy Joins the Air Force, regia di Edward Montagne (1965)
- Divorzio all'americana (Divorce American Style), regia di Bud Yorkin (1967)
- Did You Hear the One About the Traveling Saleslady?, regia di Don Weis (1968)
- Un Maggiolino tutto matto (The Love Bug), regia di Robert Stevenson (1968)
- Il computer con le scarpe da tennis (The Computer Wore Tennis Shoes), regia di Robert Butler (1969)
- How to Frame a Figg, regia di Alan Rafkin (1971)
- La TV ha i suoi primati (The Barefoot Executive), regia di Robert Butler (1971)
- Un papero da un milione di dollari (The Million Dollar Duck), regia di Vincent McEveety (1971)
- Spruzza, sparisci e spara (Now You See Him, Now You Don't), regia di Robert Butler (1972)
- Camper John, regia di Sean MacGregor (1973)
- Dai papà... sei una forza! (Superdad), regia di Vincent McEveety (1973)
- L'uomo più forte del mondo (The Strongest Man in the World), regia di Vincent McEveety (1975)
- Le avventure di Bianca e Bernie (The Rescuers), regia di John Lounsbery (1977) - voce

### Televisione
- Let's Join Joanie – film TV (1950)
- The George Gobel Show – serie TV (1954)
- Jane Wyman Presents The Fireside Theatre – serie TV, un episodio (1956)
- La pattuglia della strada (Highway Patrol) – serie TV, un episodio (1956)
- The Life of Riley – serie TV, 2 episodi (1957-1958)
- The Ford Television Theatre – serie TV, un episodio (1957)
- The Silent Service – serie TV, un episodio (1957)
- The Court of Last Resort – serie TV, episodio 1x02 (1957)
- The George Burns and Gracie Allen Show – serie TV, un episodio (1957)
- Telephone Time – serie TV, episodio 3x15 (1957)
- Il tenente Ballinger (M Squad) – serie TV, 2 episodi (1958-1960)
- The Real McCoys – serie TV, un episodio (1958)
- The Restless Gun – serie TV, episodio 2x08 (1958)
- Rescue 8 – serie TV, episodio 1x12 (1958)
- Flight – serie TV, 3 episodi (1958)
- Make Room for Daddy – serie TV, 3 episodi (1959-1961)
- Gunsmoke – serie TV, 2 episodi (1959-1962)
- Man with a Camera – serie TV, episodio 1x12 (1959)
- The Dennis O'Keefe Show – serie TV, un episodio (1959)
- Ai confini della realtà (The Twilight Zone) – serie TV, un episodio (1959)
- Lock-Up – serie TV, episodio 1x14 (1959)
- The Adventures of Ozzie & Harriet – serie TV, 12 episodi (1960-1963)
- Johnny Midnight – serie TV, un episodio (1960)
- Overland Trail – serie TV, un episodio (1960)
- Men Into Space – serie TV, episodio 1x24 (1960)
- Startime – serie TV, un episodio (1960)
- Pony Express – serie TV, episodio 1x29 (1960)
- Carovane verso il west (Wagon Train) – serie TV, un episodio (1960)
- The Tab Hunter Show – serie TV, un episodio (1960)
- The Joey Bishop Show – serie TV, 13 episodi (1961-1962)
- Hawaiian Eye – serie TV, episodio 2x32 (1961)
- Bachelor Father – serie TV, un episodio (1961)
- Alfred Hitchcock presenta (Alfred Hitchcock Presents) – serie TV, un episodio (1961)
- The Hathaways – serie TV, un episodio (1961)
- Un equipaggio tutto matto (McHale's Navy) – serie TV, 138 episodi (1962-1966)
- Zelda – film TV (1962)
- Il colonnello Montgomery Klaxon (Calvin and the Colonel) – serie TV, un episodio (1962)
- The Jack Benny Program – serie TV, un episodio (1962)
- McKeever & the Colonel – serie TV, un episodio (1962)
- Channing – serie TV, un episodio (1963)
- Insight – serie TV, 2 episodi (1965-1972)
- Batman – serie TV, 2 episodi (1966)
- Capitan Nice (Captain Nice) – serie TV, episodio 1x07 (1967)
- Laredo – serie TV, un episodio (1967)
- Ready and Willing – film TV (1967)
- Blondie – serie TV, un episodio (1968)
- Strega per amore (I Dream of Jeannie) – serie TV, un episodio (1968)
- Disneyland – serie TV, 4 episodi (1969-1970)
- Love, American Style – serie TV, 3 episodi (1969-1971)
- Vernon's Volunteers – film TV (1969)
- Tre nipoti e un maggiordomo (Family Affair) - serie TV, episodio 3x28 (1969)
- The Jackie Gleason Show – serie TV, un episodio (1969)
- La signora e il fantasma (The Ghost & Mrs. Muir) – serie TV, un episodio (1970)
- The Tim Conway Show – serie TV, 12 episodi (1970)
- Quella strana ragazza (That Girl) – serie TV, un episodio (1970)
- Reporter alla ribalta (The Name of the Game) – serie TV, un episodio (1970)
- Amateur's Guide to Love – film TV (1971)
- Due onesti fuorilegge (Alias Smith and Jones) – serie TV, un episodio (1971)
- Mistero in galleria (Night Gallery) – serie TV, un episodio (1972)
- The Toy Game – film TV (1973)
- The Barbara Eden Show – film TV (1973)
- Faraday (Faraday and Company) – serie TV, un episodio (1973)
- Una ragazza molto brutta (The Girl Most Likely To...), regia di Lee Philips – film TV (1973)
- Il mago (The Magician) – serie TV, un episodio (1973)
- Family Theatre: Married Is Better – film TV (1974)

## Doppiatori italiani
Nelle versioni in italiano delle opere in cui ha recitato, Joe Flynn è stato doppiato da:
- Pino Locchi in Il computer con le scarpe da tennis, Dai papà... sei una forza!, Spruzza, sparisci e spara
- Gianfranco Bellini in Un Maggiolino tutto matto, Bernardo, cane ladro e bugiardo
- Sergio Tedesco in Amore ritorna!
- Alessandro Sperlì in Un papero da un milione di dollari
- Enzo Garinei in L'uomo più forte del mondo
- Pino Ferrara in Una ragazza molto brutta

Da doppiatore è sostituito da:
- Gianni Bonagura in Le avventure di Bianca e Bernie